# Cen Hun
En aquest nom xinès, el cognom és Cen.
Cen Hun (mort el 280) va ser un ministre sota Wu Oriental durant els últims anys del període dels Tres Regnes de la història xinesa. Cen Hun era un amic proper de l'últim emperador de Wu, Sun Hao.

## En la ficció
En la novel·la històrica el Romanç dels Tres Regnes de Luo Guanzhong, Cen Hun és fet un eunuc, i és acreditat per incitar a Sun Hao a la tirania, i a més a més és considerat un dels dos oficials administratius més corruptes i inútils de l'època, amb importants responsabilitats en l'eliminació política de Shu Han i Wu Oriental, l'altre és Huang Hao de Shu. Seguint la rendició de Wu a Jin, molts súbdits de l'estat caigut van cridar "Cen Hun té la culpa de tot!". Ell llavors fou executat per llescament lent.